# Dupuy de Lôme-luchtschip

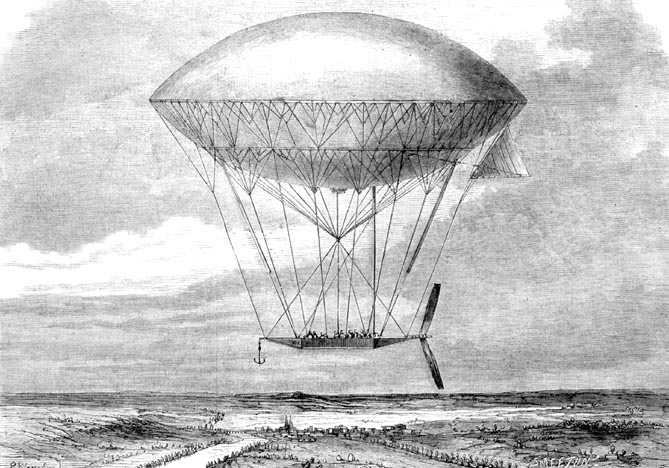
Dupuy de Lôme-Luchtschip

Het Dupuy de Lôme-Luchtschip was een van de eerste luchtschepen ter wereld.
Henri Dupuy de Lôme kwam in 1872 met een ontwerp van een bestuurbaar luchtschip met handbeweging.  Acht matrozen zouden een vierbladige luchtschroef aandrijven. De kracht was te klein om een voldoende afwijking van de windrichting te krijgen. Slechts één testvlucht werd gemaakt, op 2 februari 1872, maar later werd het schip gesloopt.